# Asteriks (postać fikcyjna)
Asteriks (fr. Astérix) – postać fikcyjna, tytułowy bohater francuskiej serii komiksów Asteriks autorstwa René Goscinnego (scenariusz) i Alberta Uderzo (rysunki).
Asteriks jest Galem, żyjącym w wiosce opierającej się rzymskim najeźdźcom. Wspólnie z najlepszym przyjacielem Obeliksem przeżywa wiele przygód, gdzie istotną rolę odgrywa magiczny napój, ważony przez druida wioski, Panoramiksa i dający nadludzką siłę.

## Historia postaci

### Debiut w komiksie
W 1959 r. René Goscinny i Albert Uderzo byli zaangażowani w prace nad powstaniem czasopisma Pilote, który wyobrażali sobie jako Paris Match dla młodzieży. Na jego potrzeby wymyślili komiks, akcja którego miałaby toczyć się w Galii za czasów rzymskich. Początkowo Uderzo chciał uczynić głównym bohaterem wysokiego, zarośniętego wojownika; Goscinny przekonał jednak przyjaciela, by ten zmienił zdanie. W ten sposób Asteriks stał się postacią małą, ale obdarzoną sprytem (w opozycji do wysokiego i niezbyt bystrego Obeliksa).
Spotkania Goscinnego i Uderzo miały miejsce głównie w mieszkaniu tego ostatniego, w bloku na terenie paryskiego Bobigny. W 2009 r. przy wejściu do bloku umieszczono upamiętniającą ten fakt tabliczkę.
Debiut postaci miał miejsce 29 października 1959 r. na łamach pierwszego numeru czasopisma Pilote (w ramach historii zatytułowanej później Przygody Gala Asteriksa).

### Pochodzenie imienia
W języku francuskim imię Asteriksa jest nawiązaniem do asterysku (fr. astérisque) – znaku edytorskiego. Końcówka -iks nawiązywała do imienia Wercyngetoryksa, wodza Galów, a imię zaczynające się od litery A miało zapewnić Uderzo i Goscinnemu pierwsze miejsca w encyklopediach komiksu.

## Opis postaci

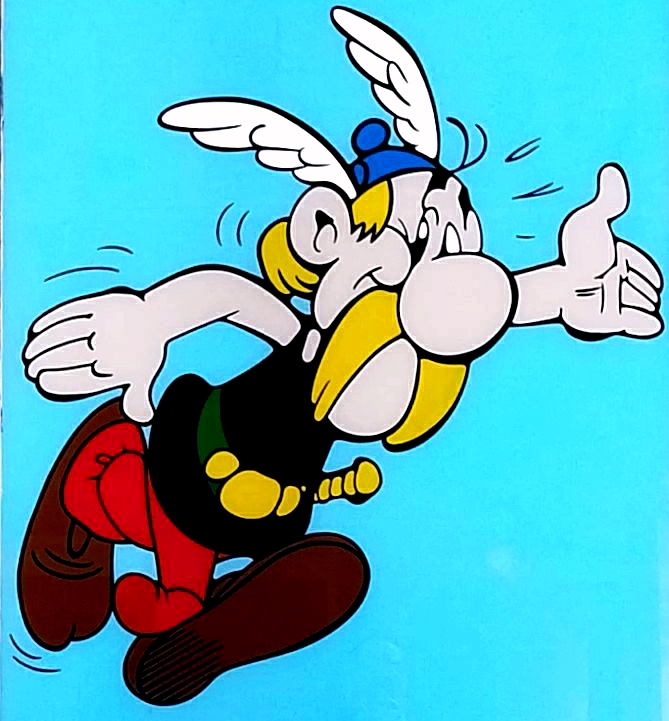
Asterix

Asteriks jest niskim mężczyzną o blond włosach i wąsach. Zazwyczaj nosi czarną kamizelkę, czerwone spodnie i brązowe buty. U pasa nosi krótki miecz oraz tykwę z magicznym napojem. Na głowie nosi hełm, udekorowany białymi skrzydłami.
Gal urodził się ok. 85 r. p.n.e. jako syn Astronomiksa i Praliny. Jego krewnym jest mieszkający w Brytanii Mentafiks (fr. Jolitorax).

## Adaptacje

### Filmy animowane
Debiut filmowy postaci miał miejsce we francuskim filmie Deux romains en Gaule z 1967 r., który wyreżyserował Pierre Tchernia i gdzie Asteriks pojawia się w ramach filmu aktorskiego jako animowana postać, obdarzona głosem Rogera Carela.
| Film                                            | Rok premiery | Głos                                                                | Głos (w wersji polskiej)                         |
| ----------------------------------------------- | ------------ | ------------------------------------------------------------------- | ------------------------------------------------ |
| Asterix Gall                                    | 1967         | Roger Carel                                                         | Ryszard Nawrocki                                 |
| Asterix i Kleopatra                             | 1968         | Roger Carel                                                         | Ryszard Nawrocki                                 |
| Dwanaście prac Asteriksa                        | 1976         | Roger Carel                                                         | Mieczysław Gajda (1979), Ryszard Nawrocki (1995) |
| Asterix kontra Cezar                            | 1985         | Roger Carel                                                         | Wiesław Drzewicz (1987), Ryszard Nawrocki (1995) |
| Asterix w Brytanii                              | 1986         | Roger Carel                                                         | Ryszard Nawrocki                                 |
| Wielka bitwa Asteriksa                          | 1989         | Roger Carel                                                         | Ryszard Nawrocki                                 |
| Asterix podbija Amerykę                         | 1994         | Peer Augustinski (wersja niemiecka), Roger Carel (wersja francuska) | Ryszard Nawrocki                                 |
| Asterix i wikingowie                            | 2006         | Roger Carel                                                         | Mieczysław Morański                              |
| Asteriks i Obeliks: Osiedle bogów               | 2014         | Roger Carel                                                         | Wojciech Mecwaldowski                            |
| Asteriks i Obeliks: Tajemnica magicznego wywaru | 2018         | Christian Clavier                                                   | Wojciech Mecwaldowski                            |

### Filmy aktorskie
| Film                                              | Rok premiery | Aktor             | Głos (w wersji polskiej) |
| ------------------------------------------------- | ------------ | ----------------- | ------------------------ |
| Asterix i Obelix kontra Cezar                     | 1999         | Christian Clavier | Mieczysław Morański      |
| Asterix i Obelix: Misja Kleopatra                 | 2002         | Christian Clavier | Mieczysław Morański      |
| Asterix na olimpiadzie                            | 2008         | Clovis Cornillac  | Sławomir Pacek           |
| Asterix i Obelix: W służbie Jej Królewskiej Mości | 2012         | Édouard Baer      | Tomasz Borkowski         |
| Asteriks i Obeliks: Imperium Smoka                | 2023         | Guillaume Canet   | Waldemar Barwiński       |

### Inne media
| Aktor        | Rok  | Medium                         |
| ------------ | ---- | ------------------------------ |
| Guy Piérauld | 1960 | słuchowisko w Radio Luxembourg |

## Upamiętnienie
Nazwy związane z Asteriksem nadano:
- pierwszemu francuskiemu sztucznemu satelicie (Astérix)[12],
- skale w Dolinie Kobylańskiej (Asteriks)[13],
- planetoidzie ((29401) Asterix)[14],
- gatunkowi owadów z rodziny bagiennikowatych (Ecclisopteryx asterix Malicky)[15]